# Brudzyno
Brudzyno – wieś sołecka w Polsce położona w województwie mazowieckim, w powiecie płockim, w gminie Staroźreby.
| SIMC    | Nazwa               | Rodzaj    |
| ------- | ------------------- | --------- |
| 0576480 | Goszczyno-Karpięcin | część wsi |

W latach 1975–1998 miejscowość administracyjnie należała do województwa płockiego.